# Městská památková rezervace Prachatice

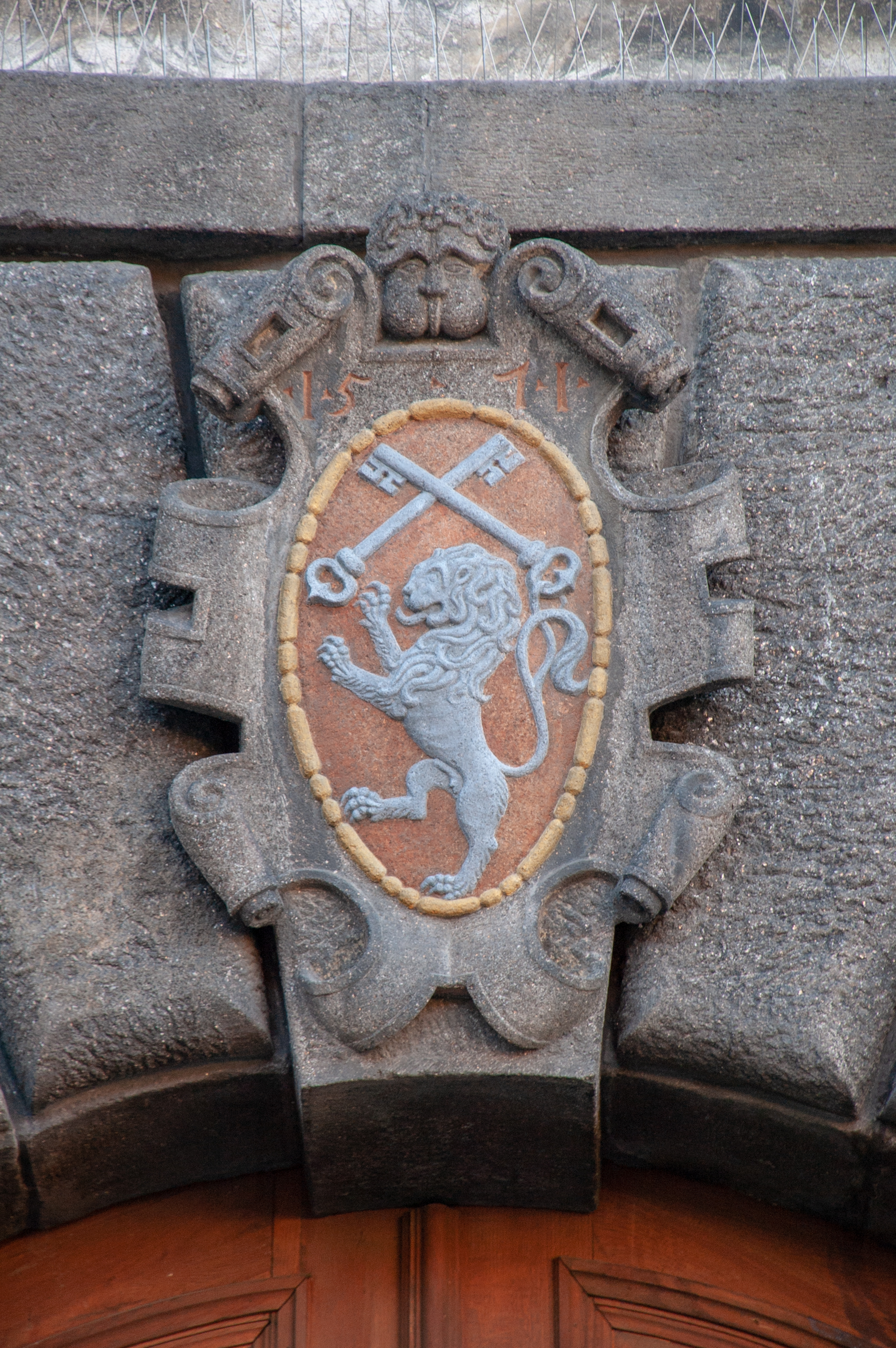
Znak Prachatic na Staré radnici

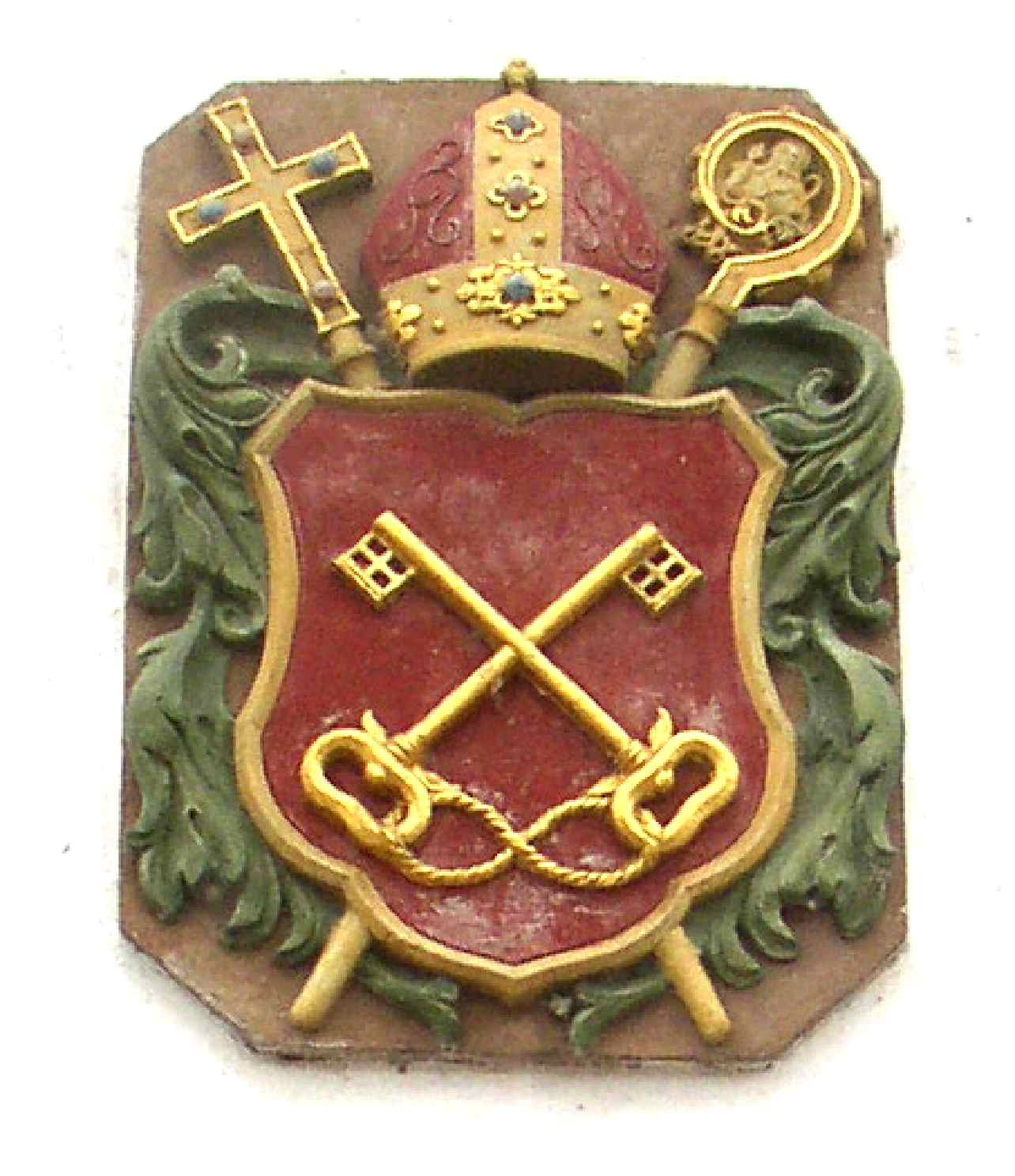
Znak Královské kolegiátní kapituly sv. Petra a Pavla na Vyšehradě

Městská památková rezervace Prachatice je vymezená část historického jádra poddanského města Prachatic s dochovanými budovami (zejména renesančními měšťanskými domy) a městskou infrastrukturou, sochami, sakrálními stavbami apod. Nese charakteristické znaky vývoje českého města v období raného středověku, vrcholného středověku až po stavby a úpravy v renesančním slohu. Území památkové rezervace doznalo minimum výrazněji rušivých stavebních zásahů z nové doby (zejména ve 20. století). Odborným podkladem pro vyhlášení městské památkové rezervace byl podrobný stavebně historický průzkum a umělecko historický průzkum realizovaný Státním ústavem pro rekonstrukci památkových měst a objektů. Tento průzkum provedl v roce 1963 významný český historik architektury Jan Muk; na jeho práci pak navázaly dílčí průzkumy jednotlivých budov a jejich malířské a sochařské výzdoby. Předmětem památkové ochrany jsou též jednotlivé stavby samostatně zapsané v Ústředním seznamu kulturních památek ČR. Zákonné ochrany požívají i historické půdorysy, urbanistická struktura, panorama apod.Památková rezervace je chráněna zákonem o státní památkové péči. V České republice bylo v roce 2013 celkem 40 měst s městskou památkovou rezervací.

## Popis městské památkové rezervace Prachatice

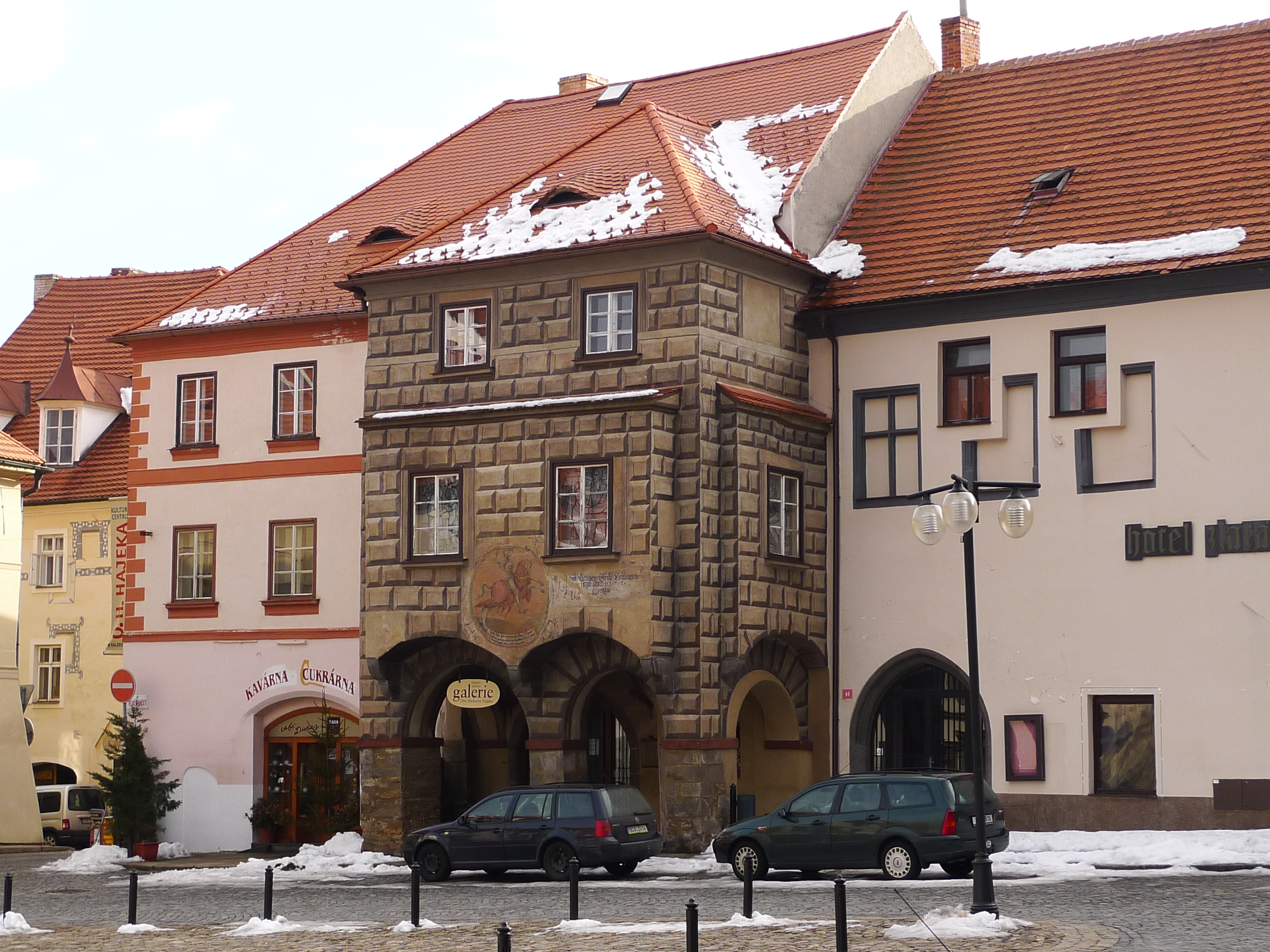
Rožmberský (Bozkovský) dům na Velkém náměstí

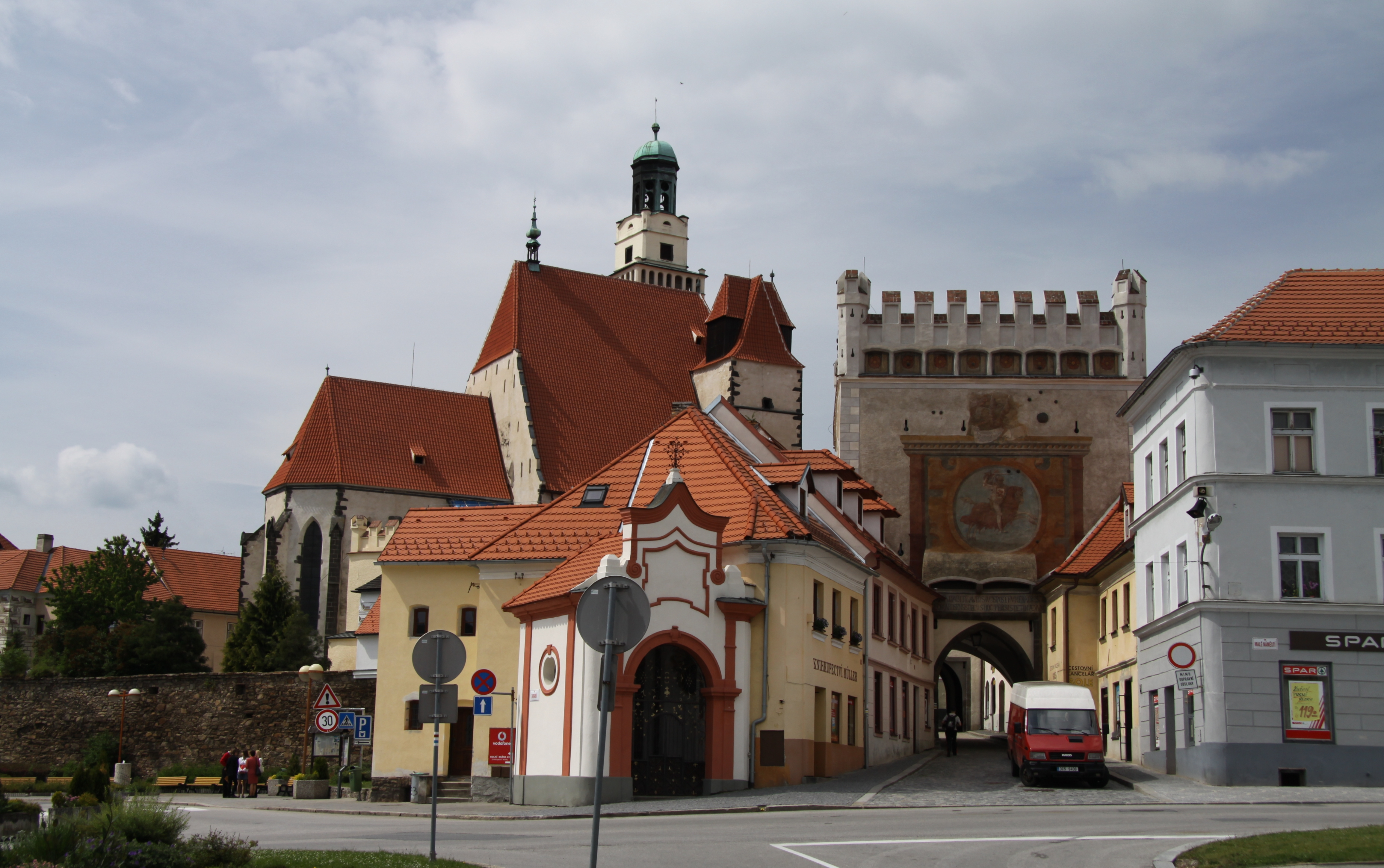
Kostel svatého Jakuba Většího

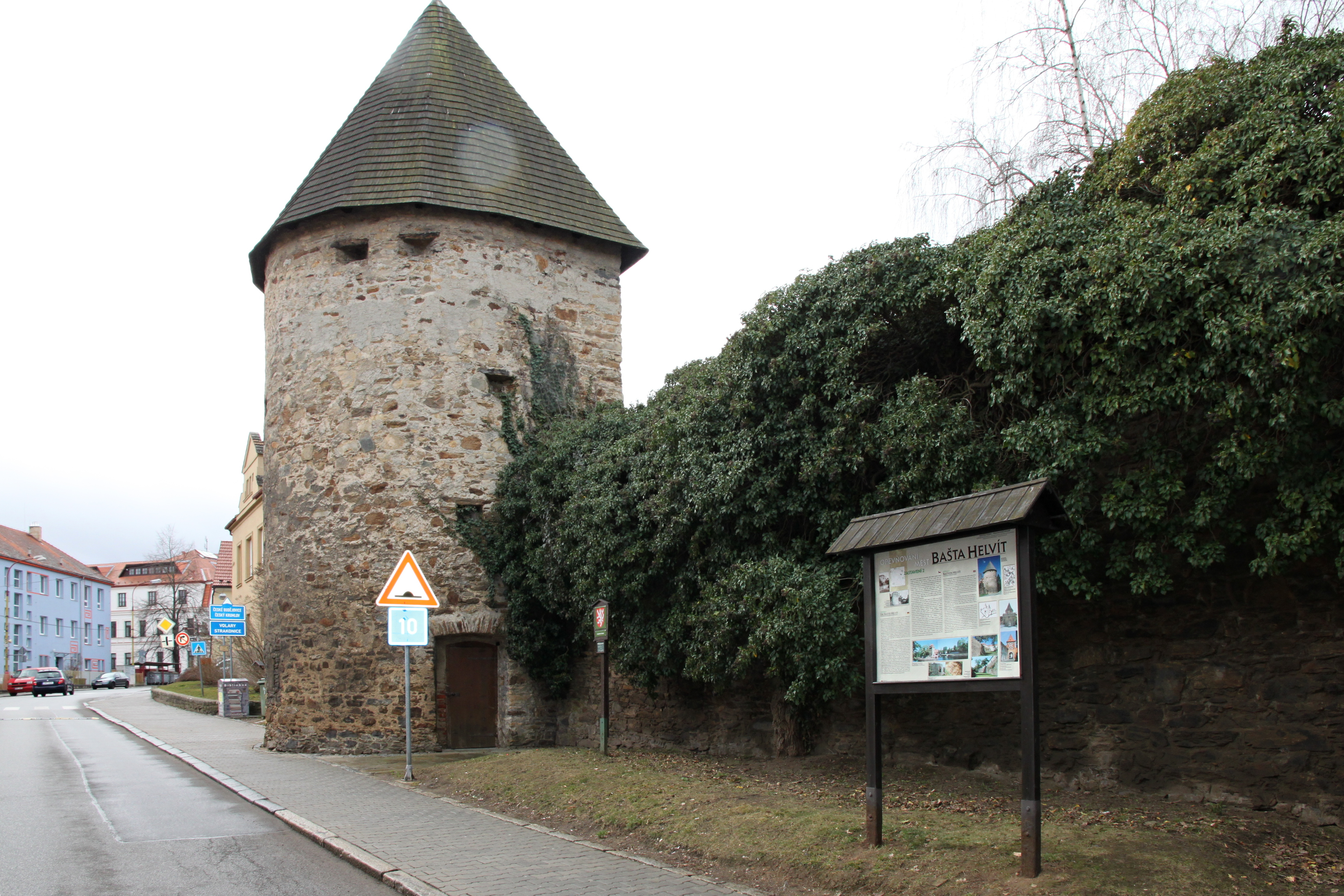
Prachatické hradby, bašta Helvít

Městská památková rezervace na rozloze 12,05 hektaru zahrnuje:
- 135 nemovitých kulturních památek,
- 129 městských domů (i s více popisnými čísly),
- kostel svatého Jakuba Většího,
- Dolní bránu s městským opevněním a sedmi baštami,
- kapli svatého Jana Nepomuckého pod Dolní bránou,
- kapli svatého Jana Nepomuckého u křižovatky Solní a Hradební ulice,
- kapli svatého Antonína Paduánského u Štěpánčina parku,
- kašnu na Velkém náměstí s alegorickou sochou Spravedlnosti.[8]

Území jádra města (tedy současné památkové rezervace) je zachyceno i na mapách druhého vojenského mapování dokončených v roce 1852. Městská památková rezervace Prachatice zahrnuje tato náměstí a ulice:
- Velké náměstí
- Kostelní náměstí
- Hradební
- Husova
- Křišťanova
- Poštovní
- Neumannova
- Dlouhá
- Horní
- Věžní
- Děkanská
- Solní
- Dolní brána
- Zlatá stezka
- Klášterní

Uvedené ulice a objekty v nich jsou hmotným dokladem dějin Prachatic, historického, architektonického, urbanistického, hospodářského a právního vývoje města a jeho infrastruktury (zejména uliční sítě).

## Správní akty a dokumenty zřizující a vymezující městskou památkovou rezervaci Prachatice a její ochranné pásmo

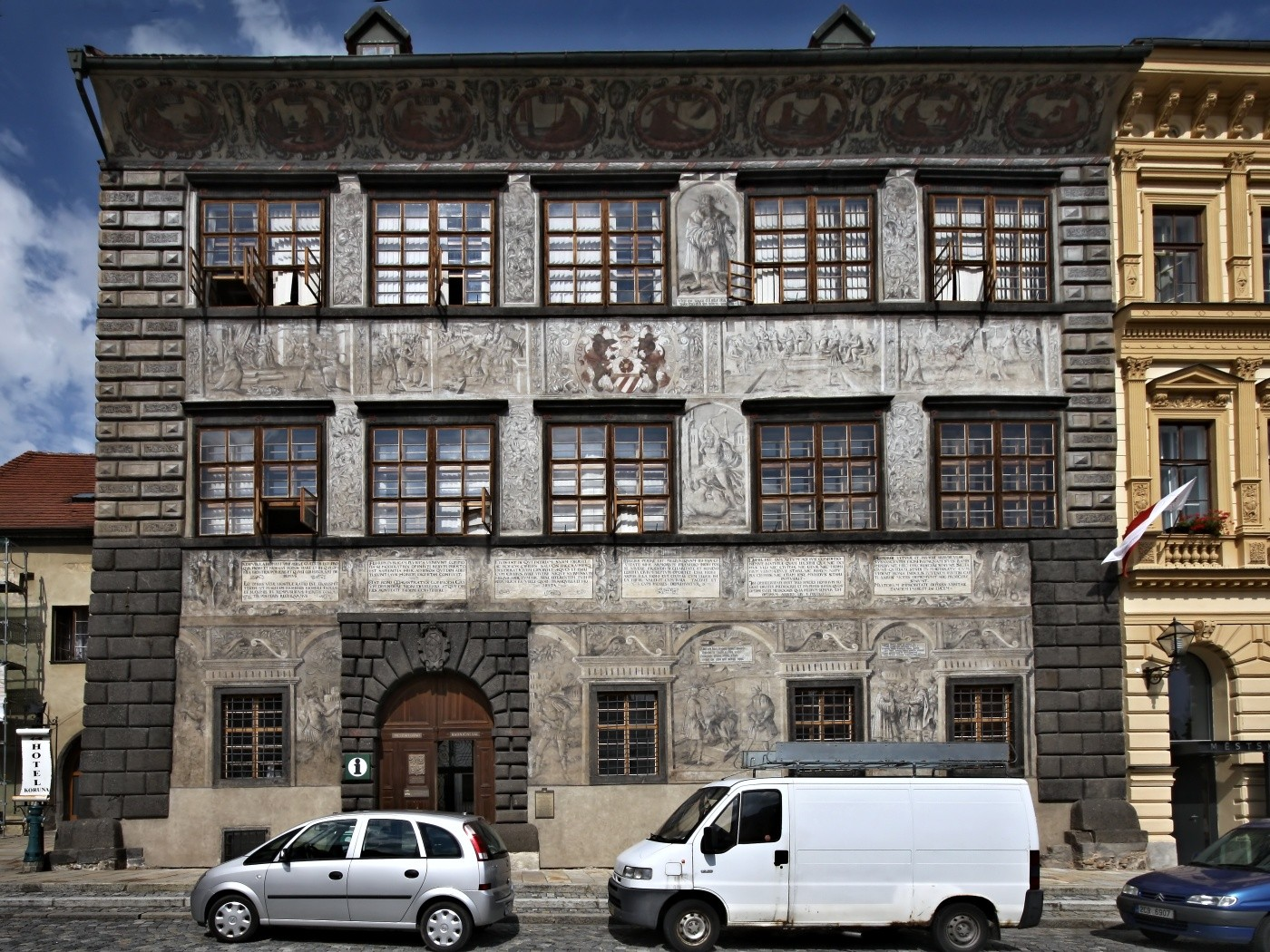
Stará radnice v Prachaticích

Městská památková rezervace Prachatice (MPR) byla vyhlášena výnosem Ministerstva kultury ČSR č.j. 16428/81-VI/1 ze dne 6. 10. 1981. Následně bylo vymezeno její ochranné pásmo. Hranice MPR Prachatice je vymezena ve výnosu o jejím vyhlášení
- mapovými podklady – plánem MPR a zákresem chráněného území do katastrální mapy,[15][16][17][18]
- vyhlášením ochranného pásma MPR,[19][20]
- taxativním vyjmenováním ulic tvořících hranici a uliční síť MPR,[14]
- vyjmenováním a vyznačením jednotlivých staveb, zejména měšťanských domů zapsaných jednotlivě v ÚSKP.[21]

Vyhlášení MPR z roku 1981 bylo ovšem pouze aktualizační. Ve skutečnosti bylo centrum města vyhlášeno Městskou památkovou rezervací státní správy již v roce 1950 a to Výnosem úřadu předsednictva vlády čj. 103.262/50 o prohlášení památkových rezervací ze dne 6. 7. 1950. Centrum města je tedy jako celek chráněno kontinuálně již od roku 1950.

### Výkon státní správy v městské památkové rezervaci Prachatice

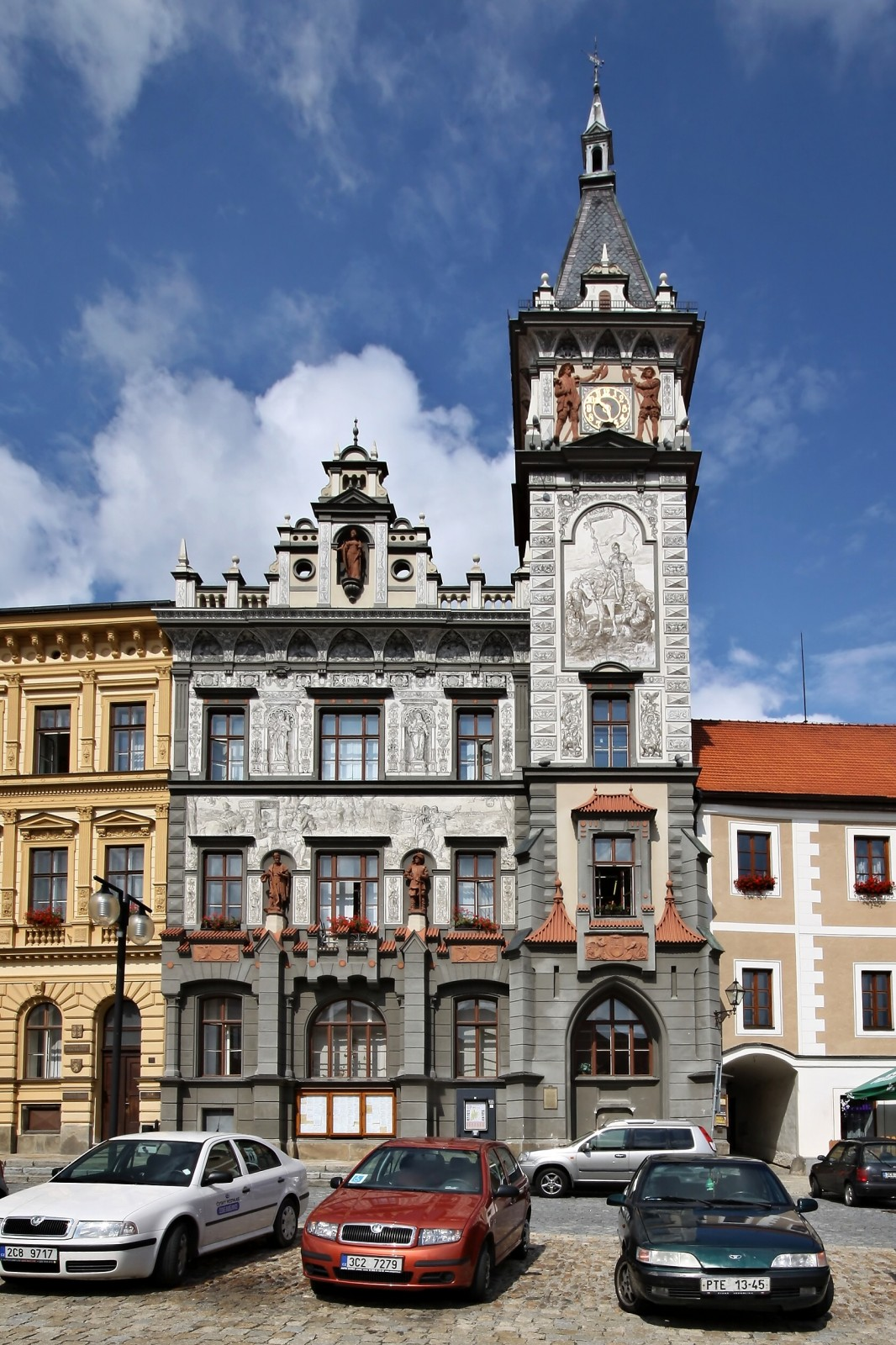
Nová radnice na Velkém náměstí

Výkonným orgánem státní správy na úseku památkové péče v MPR je Městský úřad Prachatice (též pro správní obvod obce s rozšířenou působností Prachatice). Správním orgánem je Městský úřad v Prachaticích. Odbor stavebně správní a regionálního rozvoje. Odbornou péči vykonává Národní památkový ústav, územní pracoviště v Českých Budějovicích, které je odbornou organizací státní památkové péče podle § 32 odst. 2 zákona o státní památkové péči.

## Historie centra města

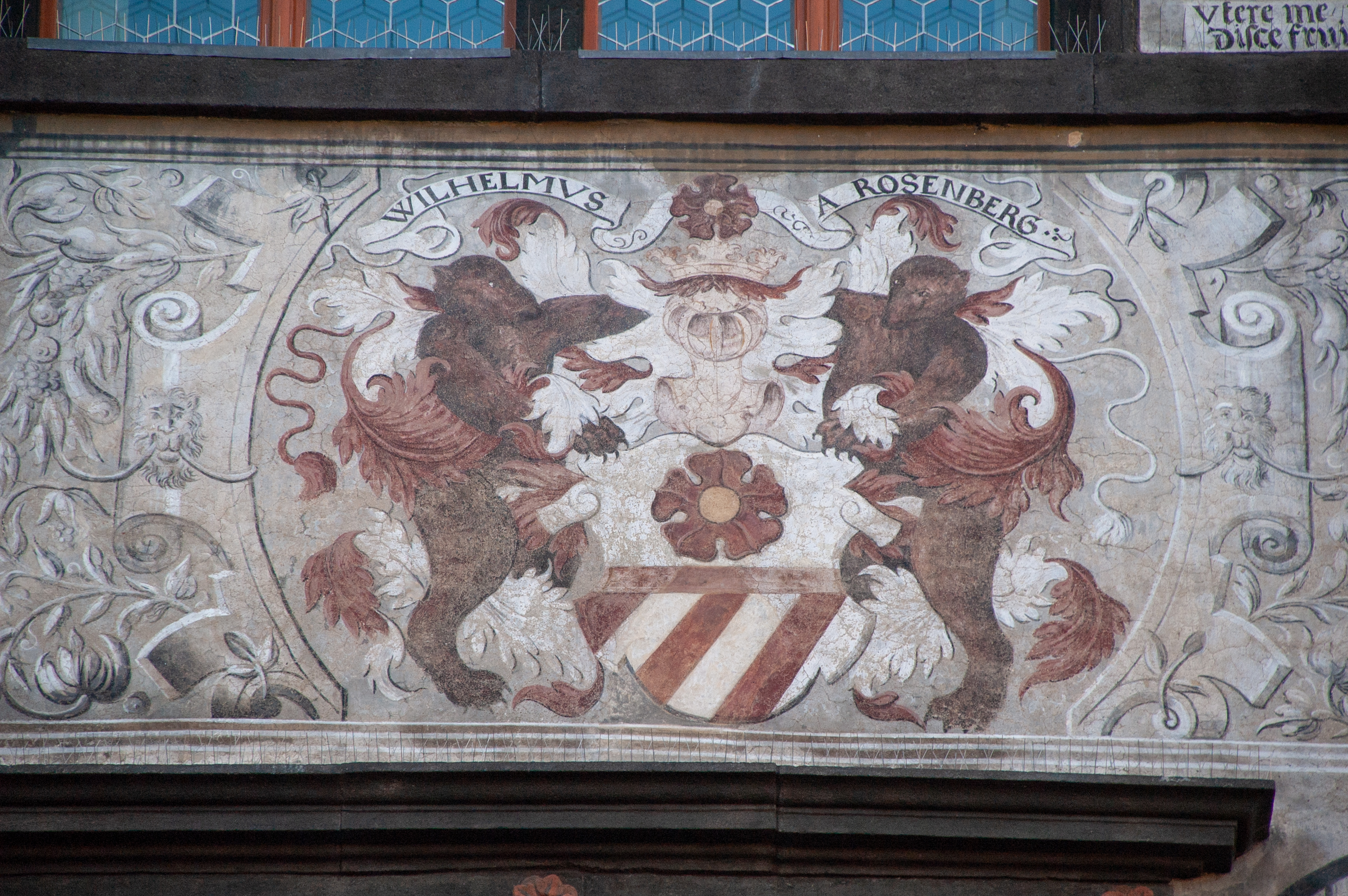
Erb Viléma z Rožmberka na Staré radnici

Převážná část objektů požívajících ochrany v rámci MPR je gotického a renesančního původu. Ve smyslu ustanovení zákona o památkové péči objekty
- dokládají původní plochu města Prachatice vytvářenou do 16. století a ohraničenou městským opevněním jako doklad o historickém vývoji města a přínosu městských práv udělených Prachaticím rožmberskou vrchností nebo českým králem,
- tvoří unikátní soubor měšťanských domů prachatických patriciů, zejména obchodníků se solí na Zlaté stezce z Prachatic (též z Vimperka a Kašperských Hor) do Pasova,
- představují mimořádně dochované fasády domů a veřejných budov s renesančními freskami a sgrafity,[22]
- ukazují, jak požár města v roce 1507 paradoxně přispěl k rozvoji města, protože podnítil stavební ruch a umožnil výstavbu nových nebo upravených domů v centru,
- dokumentují Prachatice jako významné centrum rožmberského dominia.

Městská památková rezervace Prachatice názorně dokumentuje, jak se během sta let (1501–1601) do vzhledu města zapsal významný český rod Rožmberků, jmenovitě jeho vladaři Petr IV. z Rožmberka, Jindřich VI. z Rožmberka, Vok II. z Rožmberka a Jošt III. z Rožmberka. Zejména za vladařství Viléma z Rožmberka (do roku 1592) a posledního Rožmberka Petra Voka získalo centrum Prachatic současnou podobu a je dokladem bohatství a politického vlivu Rožmberků. Sgrafita a fresky na průčelích domů (zejména těch na náměstí) dokumentují vliv italských umělců a stavitelů, kteří působili nejen v Prachaticích, ale i v dalších centrech rožmberského panství (především Český Krumlov, Třeboň). V 16. a 17. století je v Prachaticích doložena italská kolonie. Rožmberskou éru připomínají rožmberské erby na průčelích domů a bran, včetně jezdeckých erbů rožmberských vladařů.
K povýšení Prachatic na královské město došlo opakovaně v roce 1609. Důvodem zachování centra města v převažující renesanční podobě byl úpadek obchodu se solí na Zlaté stezce po roce 1620 a sankce za angažování Prachatic na straně českého stavovského povstání v letech 1618–1620. Tento úpadek dokazují nejnovější studie o hustotě provozu na Zlaté stezce za třicetileté války. Původní vzhled renesančního centra byl značně poškozen požárem města v roce 1832, což připomíná například nápis na Rožmberském domě. Nejvýznamnějšími budovami prachatické renesance jsou Stará radnice, Rožmberský dům, Heydlův dům, Rumpálův dům či Husův dům. V kontextu prachatické renesance byly v 19. století na Velkém náměstí vystavěny reprezentativní novorenesanční budovy Nové radnice a Národního domu a bylo upraveno průčelí Sitrova domu.

## Obnova městské památkové rezervace a jejích prvků

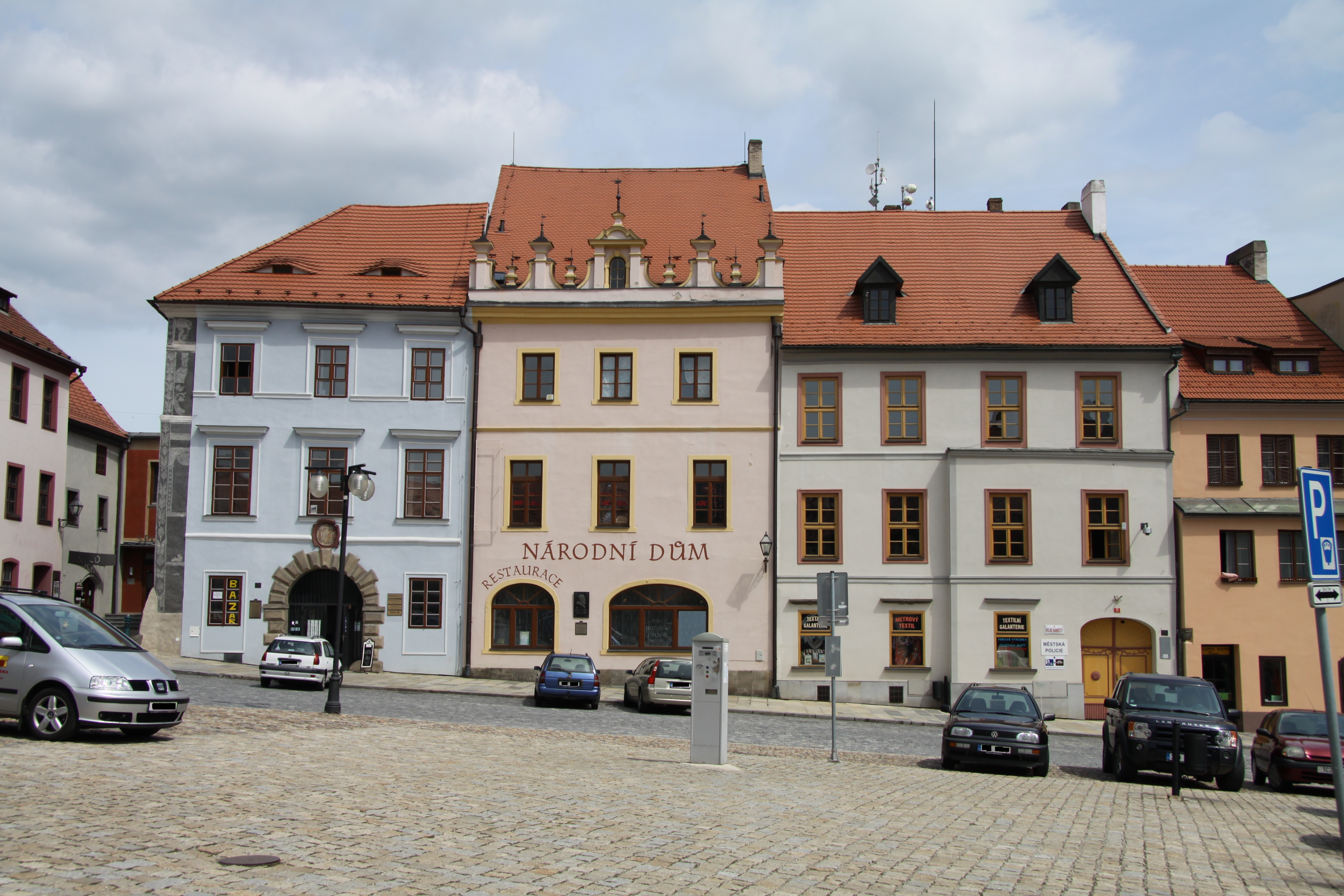
Knížecí a Národní dům na Velkém náměstí v Prachaticích

Péče o objekty městské památkové rezervace Prachatice je realizována podle dlouhodobých a krátkodobých plánů, kterými jsou
- Program regenerace Městské památkové rezervace Prachatice pro roky 2013–2015 (IX. etapa)[30]
- Program regenerace Městské památkové rezervace Prachatice pro roky 2016–2018 (X. etapa)[31]
- Program regenerace Městské památkové rezervace Prachatice pro roky 2019–2021 (XI. etapa)[32]

Informace o obnově městské památkové rezervace jsou pravidelně projednávány na zastupitelstvu města Prachatice a publikovány na stránkách sborníku Zlatá stezka:
- Zpráva o průběhu obnovy městské památkové rezervace Prachatice v roce 2000[33]
- Zpráva o průběhu obnovy historického jádra Prachatic v letech 2001 a 2002[34]
- Zpráva o průběhu obnovy historického jádra Prachatic v letech 2003 a 2004[35]
- Zpráva o průběhu obnovy historického jádra Prachatic a jeho okolí v roce 2008[36]
- Zpráva o průběhu obnovy historického jádra Prachatic v rámci programu regenerace městské památkové rezervace v roce 2009[37]

Město Prachatice svou městskou památkovou rezervaci dlouhodobě obnovuje a prosazuje oživování památkových objektů vhodnými funkcemi. Nejvýznamnějším finančním zdrojem pro obnovu památek v MPR je Program regenerace městských památkových rezervací a městských památkových zón. Dotace pro Prachatice z tohoto programu klesají a v roce 2015 již činily 20 % oproti státním dotacím poskytovaných na prachatické památky v devadesátých letech. Město Prachatice si proto vytvořilo vlastní program z rozpočtu města, z kterého příspěvky podporuje vlastníky kulturních památek i nepamátkových objektů.

### Stav obnovy

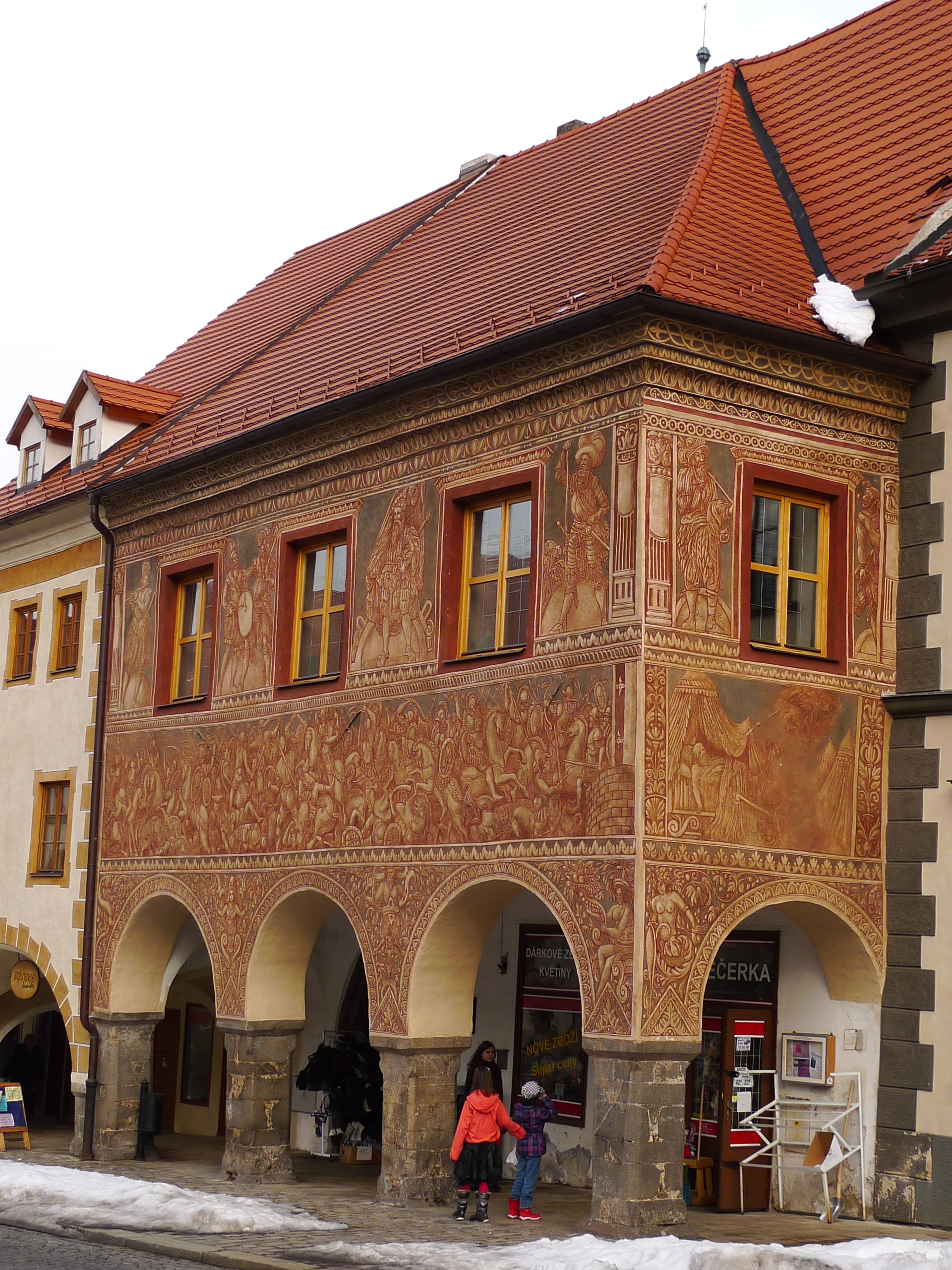
Rumpálův dům na Velkém náměstí

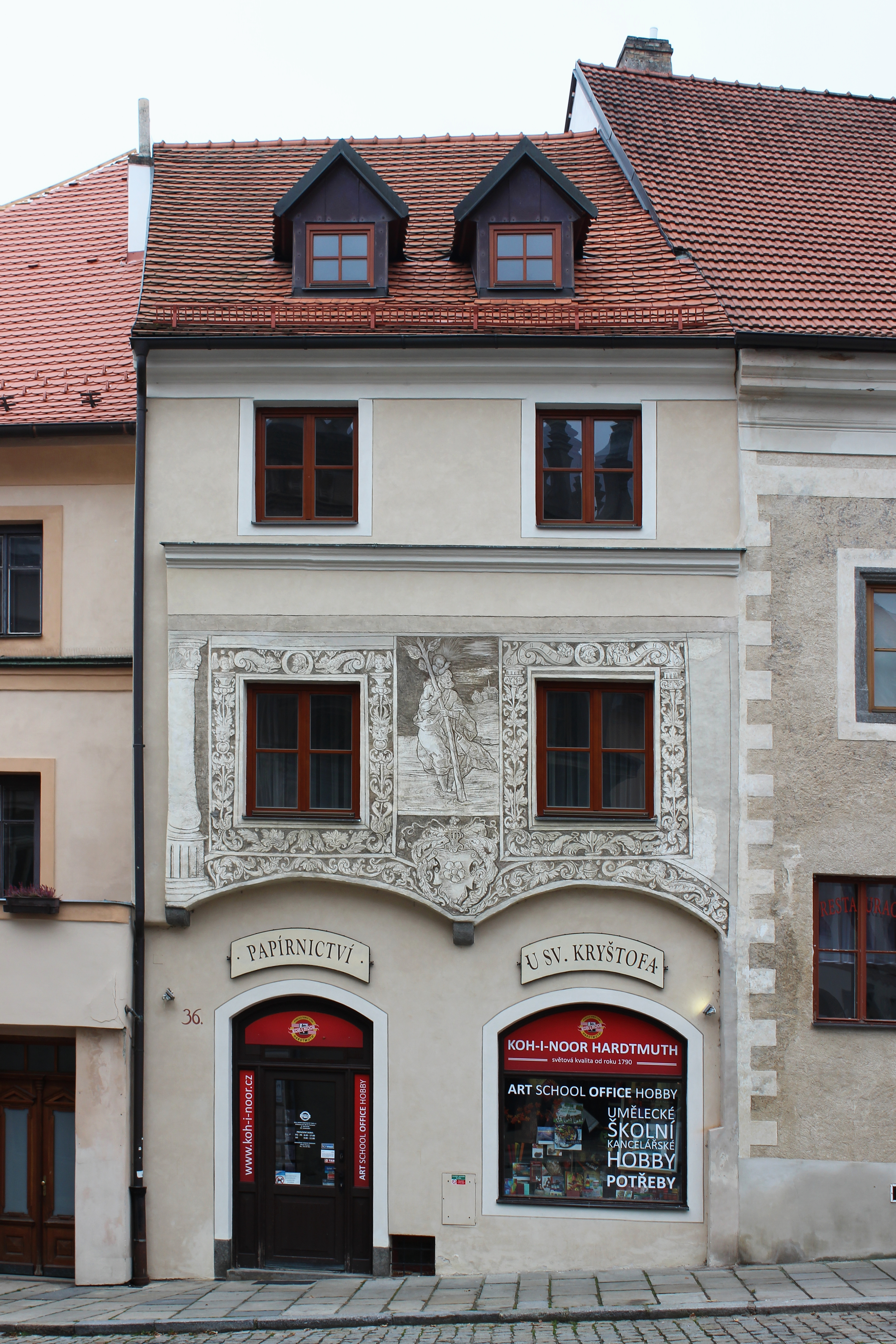
Křišťanova čp. 36 (průčelí na Velkém náměstí) po rekonstrukci

V roce 2018 už byly obnoveny všechny budovy v památkové rezervaci s výjimkou jediného domu, a to čp. 181 v Klášterní ulici, který je dlouhodobě nevyužívaný, ve velmi špatném technickém stavu a jehož majitel nedisponuje finančními prostředky na nákladnou opravu. Město Prachatice proto dlouhodobě usiluje o řešení této otázky. Na veřejném jednání zastupitelstva Prachatic dne 17. prosince 2018 byl projednán a jednomyslně schválen návrh na odkoupení domu městem a na jeho následnou opravu. Tento případ dokumentuje plnění strategie péče o památky v Prachaticích. V rámci regenerace MPR jsou přípustné pouze přírodní materiály, jak ukazuje kamenná dlažba na náměstích a v ulicích. Prachatice akcentují i ekonomický faktor péče o městskou památkovou rezervaci. Dotace ve výši 2 mil. Kč generuje 4 mil. Kč na odvodech státu, které poukazují podnikatelé na různých daních. Město poskytuje na obnovu kulturních památek 11,8 % ze svého rozpočtu i jiným vlastníkům.

## Historický výzkum, stavebně historické a restaurátorské průzkumy a dokumentace památkové rezervace a jejích objektů

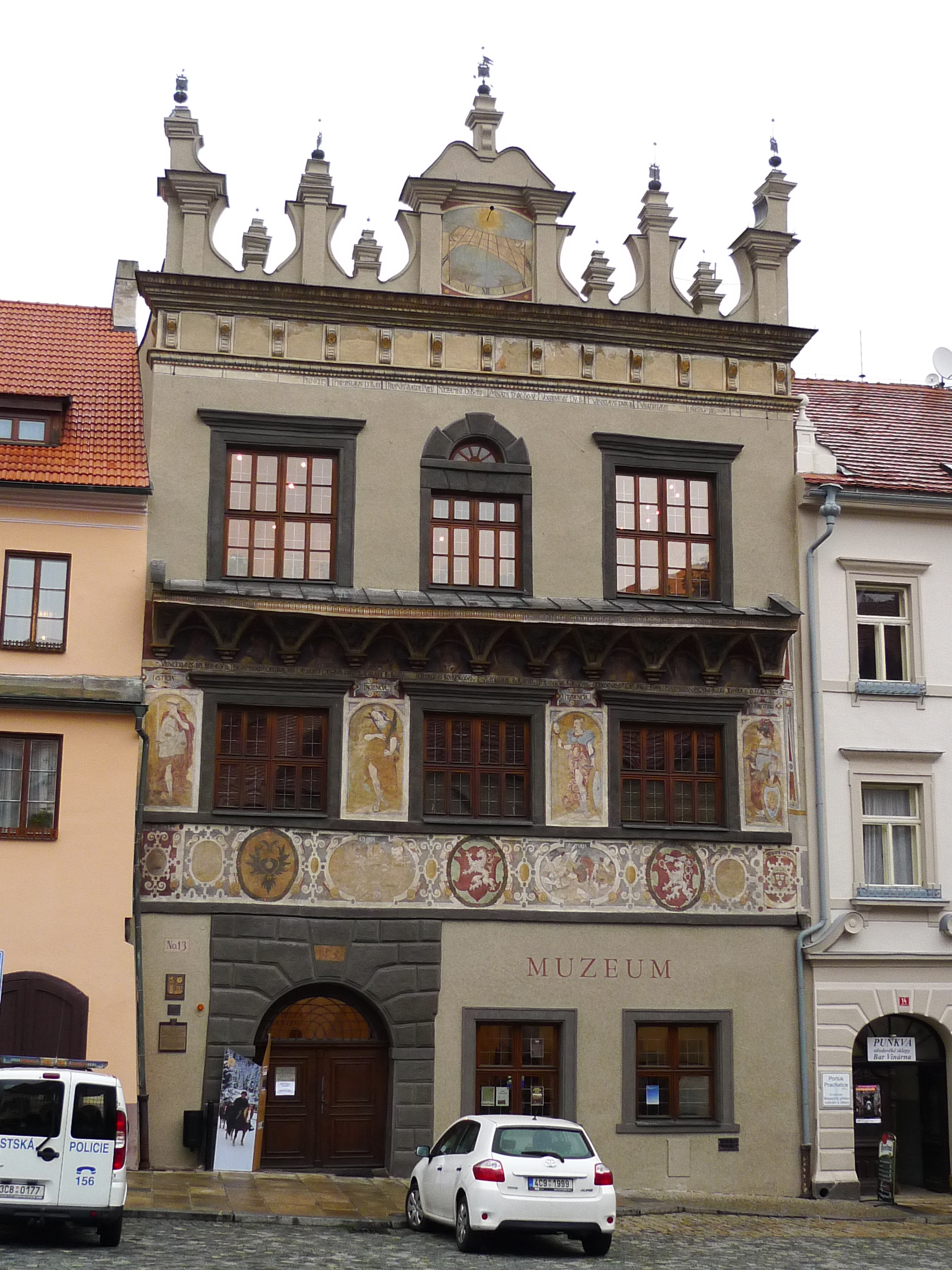
Prachatické muzeum, Sitrův dům na Velkém náměstí

Za podklady pro vyhlášení MPR je třeba považovat již první pokusy o soupis památek v 18. a 19. století, počínaje zejména Marešovým a Sedláčkovým soupisem.

### Historický výzkum centra Prachatic a jeho publikace

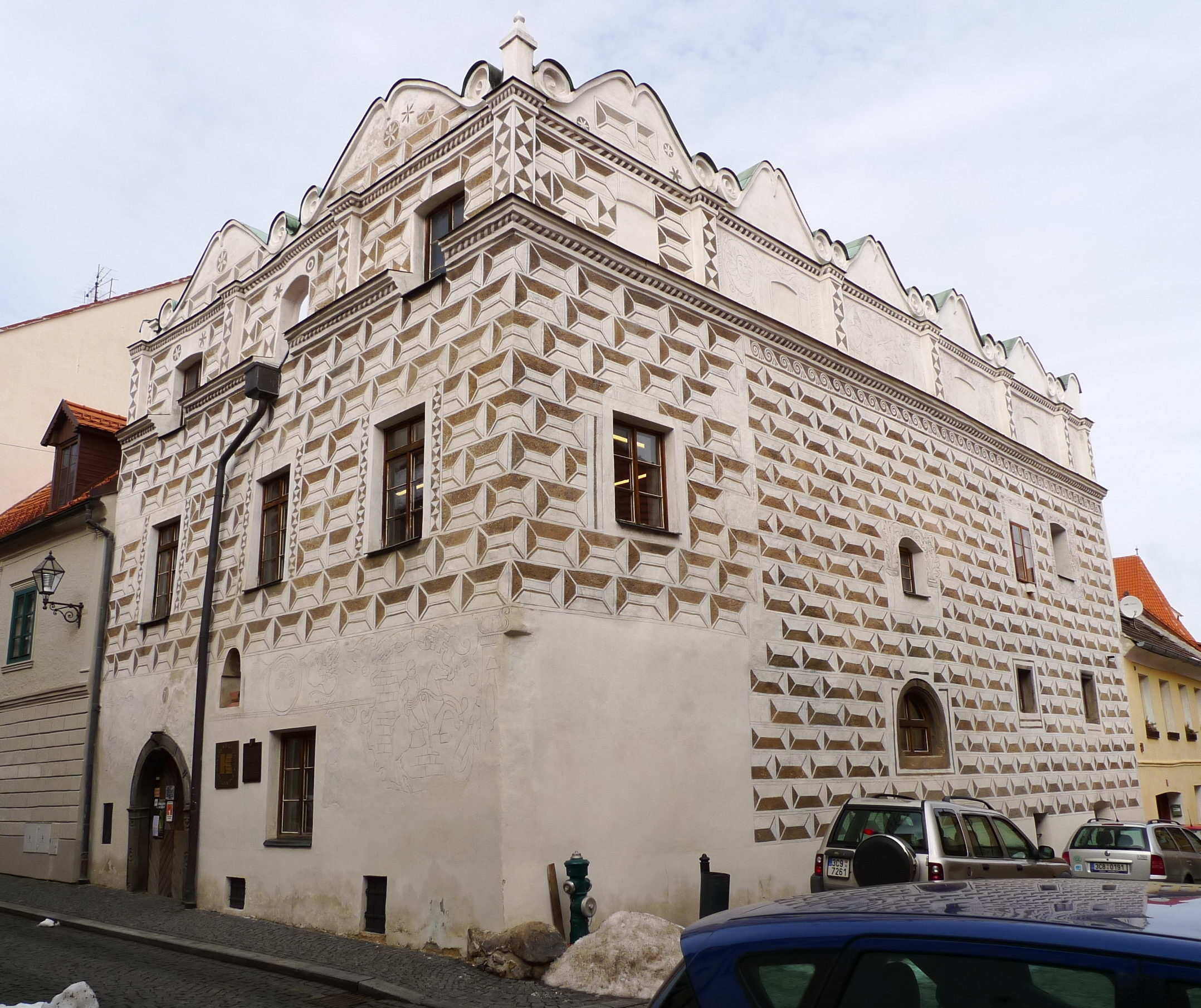
Husův dům, Husova čp. 71

Historickému výzkumu a archivnímu výzkumu centra Prachatic se věnují zejména odborníci z Prachatického muzea a Státního okresního archivu Prachatice, kteří své práce publikují na stránkách sborníku Prachatického muzea Zlatá stezka. Výsledné edice ukazují na vývoj města a jeho infrastruktury.
- vývoj uliční sítě a rozměrů Velkého náměstí v důsledku tlaku patriciátu na reprezentativní bydlení a obchody,[52]
- dláždění ulic města Prachatice[53]
- odkrývání nástěnných maleb ve významných stavbách[54]
- stavební vývoj městských domů v ulicích Prachatic,[55]

### Archeologické výzkumy v historickém jádru Prachatic

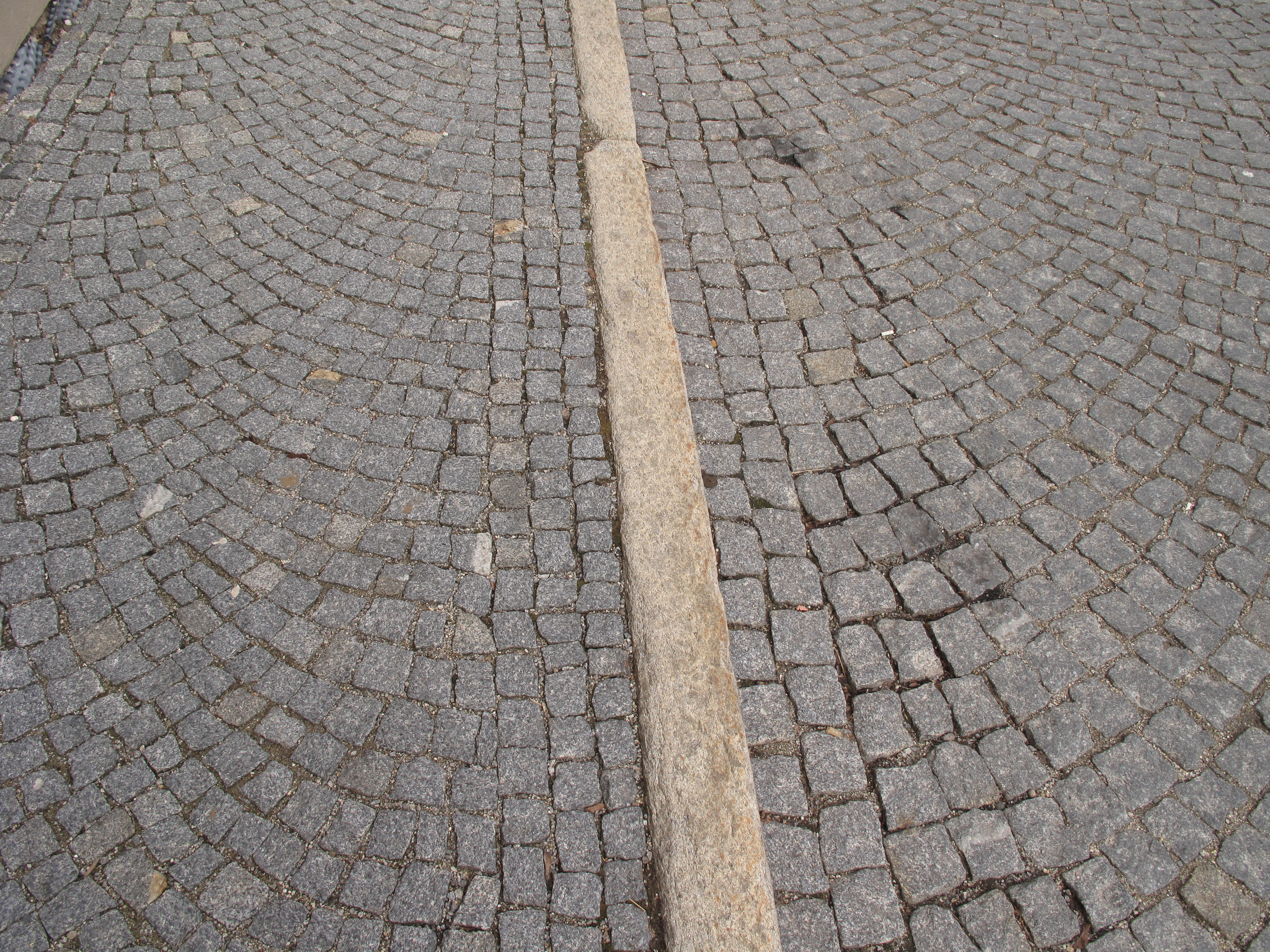
Nová zádlažba v Husově ulici

Zdrojem poznání historie a zejména městské infrastruktury jsou archeologické výzkumy prováděné archeology Prachatického muzea v historickém jádru Prachatic.

### Restaurátorské průzkumy a zprávy o restaurování domů v centru Prachatic

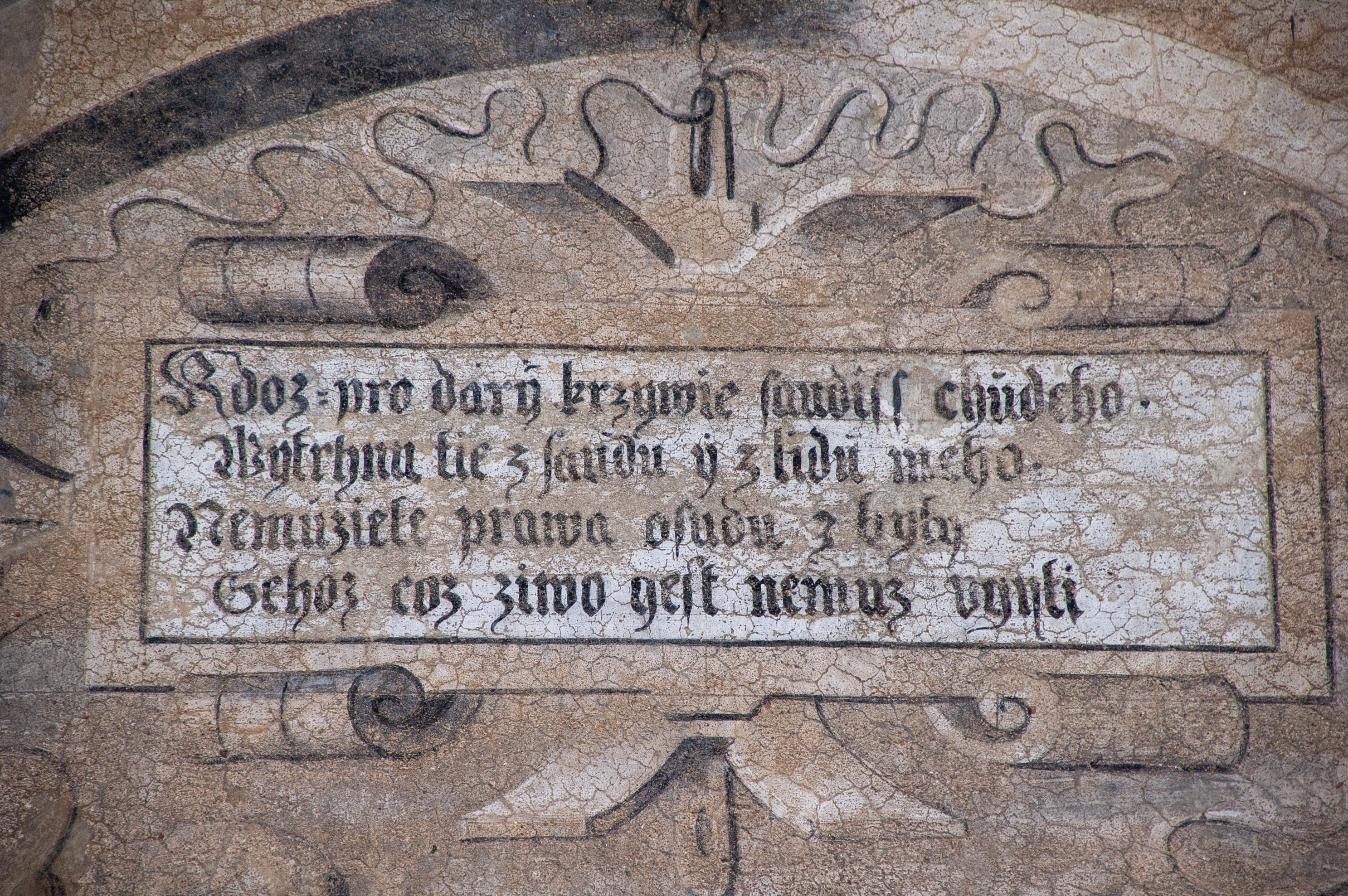
Restaurované nápisy na Staré radnici

Dokumentaci památkové rezervace průběžně vytváří a aktualizují restaurátorské záměry a restaurátorské zprávy zpracovávané restaurátory tvořícími v Prachaticích na obnově fasád, sgrafit a fresek, i když většina těchto dokumentů nebyla zatím publikována. Tyto zprávy dokládají jednak péči o významné objekty a jejich výzdobu, jednak hodnotu a styl dobové výzdoby fasád i interiérů prachatických městských domů:
- preventivní zajištění sgrafitové výzdoby Poslední večeře Páně[57]
- restaurování nástěnných maleb v objektu Dolní brány čp. 19 v Prachaticích[58]
- Restaurování nástěnné malby rožmberského jezdce a heraldických růží. Oprava fasády a nárožního bosování čelní stěny věže Dolní (Písecké) brány v Prachaticích[59]
- Oprava tří stran fasády věže Dolní (Písecké) brány v Prachaticích. Restaurování heraldických růží a oprava nárožních bosáží[60]
- Oprava JV, JZ a SZ fasády věže, restaurování heraldických růží a oprava nárožních bosáží[61]
- Odkryv a restaurování fragmentů renesanční malby na fasádě domu č. p. 50[62]
- Chiaroscurová malba, medailon s námětem vanitas (nad schodištěm) na Staré radnici[63]
- Sgrafitová výzdoba tzv. Rumpálova domu čp. 41 v Prachaticích. Konzervace a restaurování 2005 a 2009[64]
- Restaurování nástěnných maleb na fasádě domu č. p. 148 v Prachaticích[65]
- Průzkum omítkových vrstev ve dvou místnostech č. p. 119, Solní[66]
- Restaurátorské práce na malované renesanční fasádě domu čp. 45 Solnice na Velkém náměstí v Prachaticích[67]
- Fragmenty rustikální malířské výzdoby na fasádě domu č.p. 119 v Prachaticích[68]
- Restaurátorské práce v klenbě podloubí domu č. p. 45 v Prachaticích na Velkém náměstí[69]
- Restaurování fragmentu pozdně gotické výmalby na fasádě domu čp. 119 v Solní ulici v Prachaticích[70]
- Restaurování nástěnných maleb na fasádě domu č. p. 148 v Prachaticích (nepublikovaná restaurátorská zpráva uložená na MÚ v Prachaticích)[71]
- Restaurování a rekonstrukce historických omítek a artefaktů fasád domu čp. 114 v Prachaticích[72]
- Restaurátorská zpráva[73]
- Restaurátorská zpráva o provádění opravných prací na domě čp. 71 Husův dům v Prachaticích[74]
- Restaurátorská zpráva o provádění restaurátorských prací na renesanční sgrafitové fasádě na domě čp. 71 v Prachaticích Husův dům[75]
- podoba novorenesančních budov v centru Prachatic, zejména Nové radnice[76][77]
- Nástěnná malba – rožmberská růže – na průčelí měšťanského domu čp. 51, Věžní ulice, Prachatice[78]
- Odkryv a restaurování nápisu a kreseb /grafiti/ v interiéru prachatické radnice čp. 1 na Velkém náměstí v Prachaticích[79]
- Stará radnice čp. 1 na Velkém náměstí v Prachaticích, Sgrafitová a malovaná výzdoba na dvorní fasádě a schodišti Staré radnice[80]
- Restaurování fasády Staré radnice čp. 1 na Velkém náměstí v Prachaticích[81]
- Restaurátorská zpráva. Restaurování nástěnné malby v interiéru domu Žďárských, Velké nám. č. p. 13[82]

## Prezentace městské památkové rezervace Prachatice

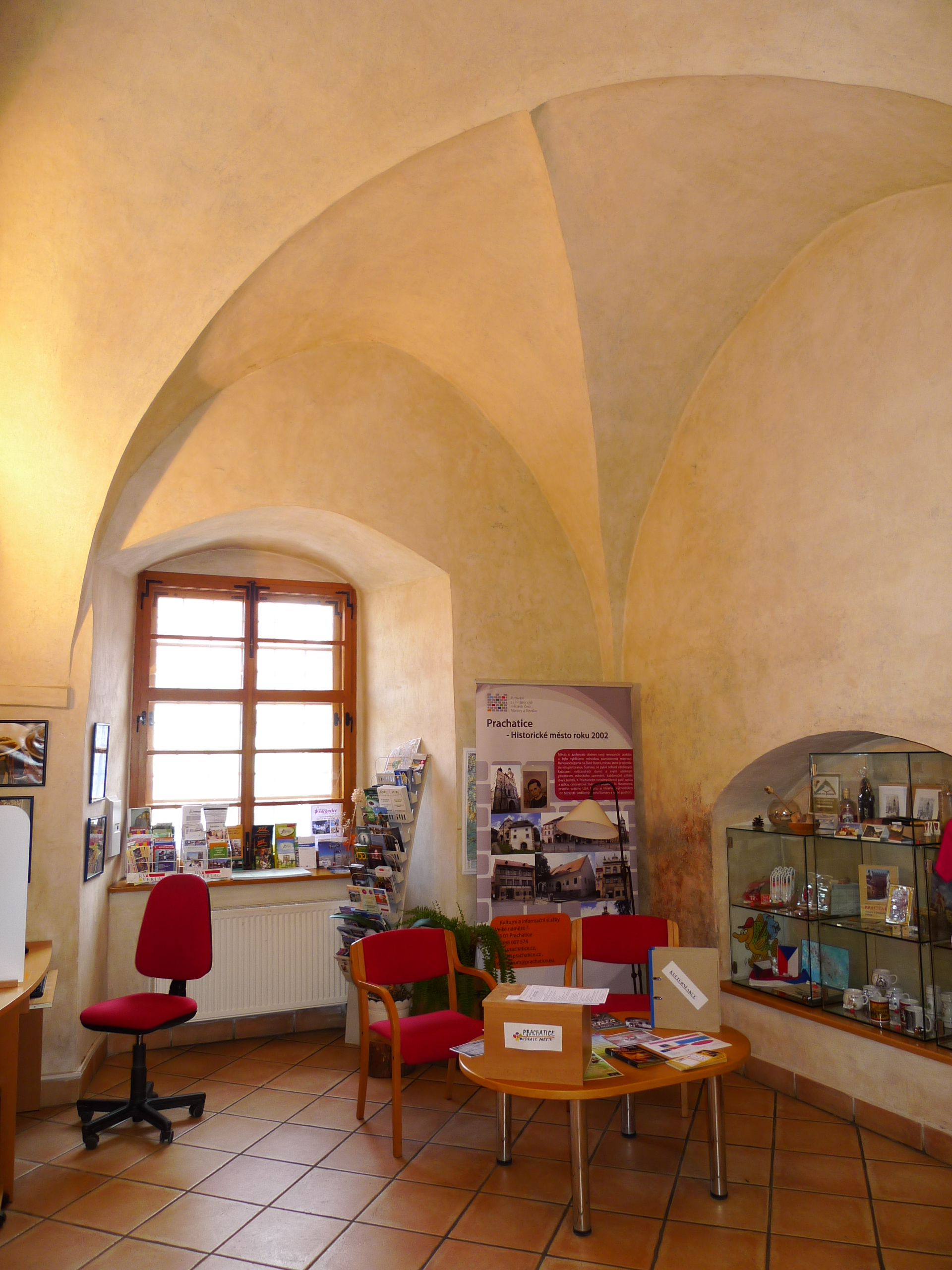
Informační centrum v budově Staré radnice

Město Prachatice intenzívně prezentuje svou památkovou rezervaci jako významnou turistickou atraktivitu širokou škálou dostupných informačních a komunikačních prostředků.
- na oficiálním webu města, kde jsou podrobně popsány nejvýznamnější památky a jejich snímky jsou zveřejněny ve fotogalerii[83]
- v městském měsíčníku Radniční list, jehož vydavatelem je Město Prachatice
- v Prachatickém deníku
- na veřejných zasedáních Zastupitelstva města Prachatice, kde jsou pravidelně projednávány informace o regeneraci památkové rezervace a jejích částí a aktualizace strategií obnovy MPR, např. na 21. zasedání Zastupitelstva města Prachatice dne 27. srpna 2018: 6. bod – Aktualizace Programu regenerace Městské památkové rezervace Prachatice[84]
- účastí zástupců města na různých konferencích veřejné správy, kde zástupci města prezentují výsledky obnovy nebo na webech veřejné správy.[85]
- účastí města Prachatice v soutěžích v oboru regenerace památek, památkových rezervací a zón[38] Výsledky v regeneraci rezervace byly v roce 2003 oceněny titulem Historické město roku 2002,[86] za rok 2013, 2014 Prachatice získaly Cenu za nejlepší přípravu a realizaci Programu regenerace městských památkových rezervací a městských památkových zón,[87][88] Dobrých výsledků v soutěžích jako aktivní člen Sdružení historických sídel Čech, Moravy a Slezska Prachatice dosahují dlouhodobě[89],
- instalací a prezentací sítě naučných stezek, které město Prachatice provozuje[90],
- provozem Kulturního a informačního centra v budově Staré radnice,
- distribucí propagačních materiálů v české, německé a anglické verzi,
- na webech orientovaných na nabídku turistických programů.[91]

## Zájem veřejnosti o městskou památkovou rezervaci Prachatice

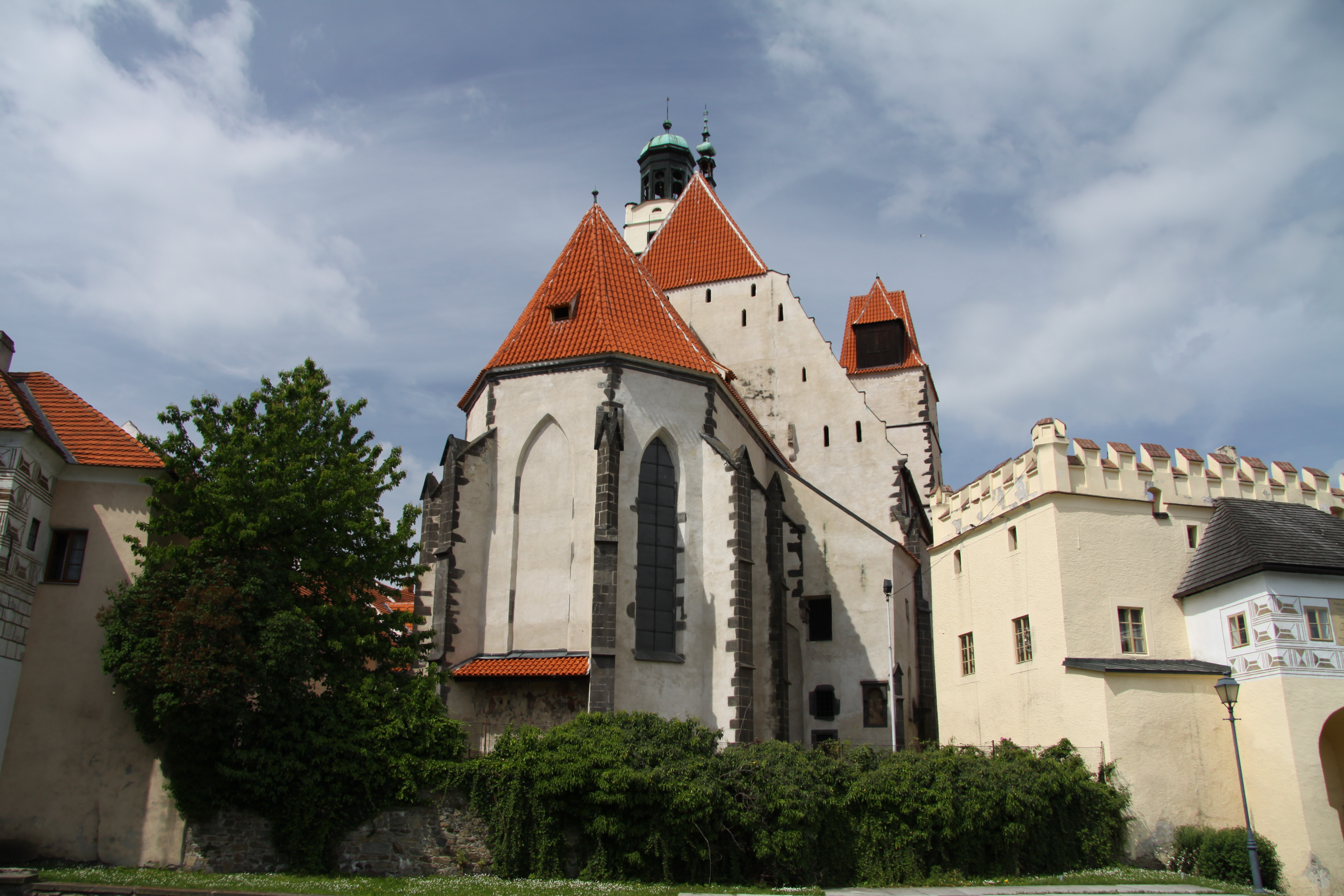
Kostel svatého Jakuba Většího v Prachaticích

Zájem zejména turistické veřejnosti a jiných návštěvníků o památky MPR a jejich obnovu dokazují různé reakce v tisku na internetu.
- reportáže o výletech[92]